# Благовещенка (Башкортостан)
Благове́щенка (баш. Благовещенка) — село в Архангельском районе Республики Башкортостан России. Административный центр Липовского сельсовета.

## Географическое положение
Расстояние до:
- районного центра (Архангельское): 20 км,
- ближайшей железнодорожной станции (Приуралье): 22 км.

## Население
| 2002 | 2009 | 2010 |
| ---- | ---- | ---- |
| 542  | ↗612 | ↘490 |

### Национальный состав
Согласно переписи 2002 года, преобладающие национальности — татары (36 %), башкиры (37 %).